# Steamboat Springs Winter Sports Club
O Steamboat Springs Winter Sports Club (SSWSC) é um clube de esqui multi-desportivo localizado em Steamboat Springs, Colorado. É o mais antigo clube de esqui a oeste do rio Mississippi. Sua área de esqui é a Howelsen Hill, de propriedade e operada pela cidade de Steamboat Springs. Essa área fornece terreno para a maioria dos esportes de inverno e possui luzes para operações noturnas. O Steamboat Ski Area oferece ao Club e seus atletas muito apoio nas encostas de seus 4.000 acres (16 km²). A SSWSC foi selecionada pela Equipe de Esqui dos EUA como seu clube nacional do ano em 2007, 2004 e 1999.
O clube produziu 88 atletas olímpicos de inverno, incluindo 14 enviados para os Jogos Olímpicos de Inverno de 2014 em Sochi. Alguns dos atletas olímpicos mais conhecidos são o 6 vezes atleta olímpico Todd Lodwick, o 5 vezes atleta olímpico Billy Demong, o medalhista de 1992 Nelson Carmichael, e os medalhistas de 2002 Travis Mayer e Caroline Lalive.